# Agnès Gosselin
Pour les articles homonymes, voir Gosselin.
Agnès Gosselin (née le 21 novembre 1967 à Caen en Normandie) est une patineuse artistique française qui a été sextuple championne de France de 1982 à 1988. Première Française à avoir exécuté le triple lutz en compétition et le triple axel à l'entrainement, elle a obtenu l'Oscar de la Glace, récompense décernée tant pour ses résultats que son esprit sportif.

## Biographie

### Carrière sportive
Agnès Gosselin entre en sport-études à l'école des enfants du spectacle au Collège Rognoni de Paris de 1976 à 1982 et est entraînée par Marie-Louise Hermann-Aumont au Club Olympique Multisports d'Argenteuil où elle devient Championne de France Espoir. Puis elle poursuit sa scolarité au lycée Hector-Berlioz de Vincennes de 1982 à 1987. Parallèlement, elle est membre de l'INSEP de 1981 à 1988. Elle est entraînée par Didier Gailhaguet à la patinoire de Champigny-sur-Marne avec son adjoint Gilles Beyer, puis Jean-Christophe Simond à Paris-Bercy.
Elle a dominé le patinage individuel féminin en France de 1983 à 1988 en obtenant six titres consécutifs de championne de France. Elle obtient son premier titre national à l'âge de 15 ans. Elle est aussi la première patineuse française, vingt ans après Nicole Hassler, à entrer dans le top 10 mondial lors des championnats du monde de mars 1985 à Tokyo où elle se classa 8e..

### Reconversion
Agnès Gosselin quitte le patinage amateur après les championnats du monde de mars 1988 à Budapest. Elle devient entraîneur successivement à Argenteuil, à Compiègne et au Havre, et passe parallèlement le Brevet d'État d'éducateur sportif de niveau 1 puis de niveau 2.
Aujourd'hui, mère de 3 enfants et après s'être mariée, elle porte le nom d'Agnès Tavernier, et habite Ouistreham où elle est agent administratif

### Agressions sexuelles
Pour un article plus général, voir Violences sexuelles et sexistes dans le sport français.
À la suite de la sortie du livre Un si long silence de Sarah Abitbol en janvier 2020, Agnès Gosselin confie à L'Obs avoir été victime de gestes déplacés de la part de Gilles Beyer.[réf. nécessaire]

## Palmarès
| Compétitions principales | 1983    | 1984    | 1985    | 1986    | 1987    | 1988    |  |  |  |  |  |  |  |  |
| Jeux olympiques d'hiver  |         | 18e     |         |         |         | 16e     |  |  |  |  |  |  |  |  |
| Championnats du monde    |         | 17e     | 8e      | 13e     | 14e     |         |  |  |  |  |  |  |  |  |
| Championnats d’Europe    | 17e     | 9e      | 9e      | 9e      | 10e     | 7e      |  |  |  |  |  |  |  |  |
| Championnats de France   | 1re     | 1re     | 1re     | 1re     | 1re     | 1re     |  |  |  |  |  |  |  |  |
|                          |         |         |         |         |         |         |  |  |  |  |  |  |  |  |
| Autres Compétitions      | 1982/83 | 1983/84 | 1984/85 | 1985/86 | 1986/87 | 1987/88 |  |  |  |  |  |  |  |  |
| Skate America            |         |         |         | 5e      | 3e      |         |  |  |  |  |  |  |  |  |
| Skate Canada             |         | 11e     |         | 8e      |         |         |  |  |  |  |  |  |  |  |
| Coupe d'Allemagne        |         |         |         |         |         | 4e      |  |  |  |  |  |  |  |  |
| Trophée de France        |         |         |         |         |         | 2e      |  |  |  |  |  |  |  |  |
|                          |         |         |         |         |         |         |  |  |  |  |  |  |  |  |

## Sources
- Le livre d'or du patinage d'Alain Billouin, édition Solar, 1999

- Ressource relative au sport :   - Olympedia